# Julius Außenberg
Julius Aussenberg (né le 14 mars 1887 à Vienne, mort le 22 août 1955 dans la même ville) est un producteur de cinéma autrichien.

## Biographie
Julius Außenberg reçoit une formation commerciale puis se tourne vers l'industrie cinématographique. Peu de temps après la Première Guerre mondiale, il gravit rapidement les échelons de carrière et est nommé au conseil d'administration de Deutsche Vereins-Film AG en 1923. À partir de 1924, il est le représentant européen de la société de production hollywoodienne Fox et directeur général de Deutsche-Fox-Film GmbH jusqu'en 1930, devenant plus tard Fox Europa Film Production Company m.b.H. En 1926, Außenberg accompagne Friedrich Wilhelm Murnau à Hollywood, où il doit réaliser le film de la Fox L'Aurore. De retour en Allemagne, Außenberg est responsable de la production du documentaire Berlin, symphonie d'une grande ville de Walter Ruttmann, ainsi que Die Abenteuer eines Zehnmarkscheines de Berthold Viertel.
Außenberg rejoint ensuite le Syndicat du cinéma allemand en tant que chef de production. Il dirige temporairement sa propre société de production, Atlantis-Film, Außenberg possède également un partenariat dans Joe Mays May-Film A.G. (Deux dans une voiture) et à partir de 1930 il participe également dans la société London Film Productions d'Alexander Korda, dont il devient également le représentant général pour l'Europe et l'étranger. Quand Adolf Hitler arrive au pouvoir, Julius Außenberg envisage de produire deux films avec Elisabeth Bergner, une actrice d'origine juive, ces projets sont abandonnés. Au printemps 1933, Außenberg, lui aussi d'origine juive, prend lui-même la direction d'Atlantis-Film GmbH (1929-1934) avec l'homme d'affaires pragois Otto Hermann. Après la dissolution de la société, Aussenberg s'installe en Tchécoslovaquie, où il réalise quelques films.
La star du cinéma muet Ossi Oswalda, sa concubine, le suit en exil à Prague. En mars 1939, Aussenberg s'enfuit à Londres pour échapper aux nazis. La tentative d’émigrer aux États-Unis après le déclenchement de la Seconde Guerre mondiale échoue. Aussenberg reste en Grande-Bretagne pendant toute la durée de la guerre. Il épouse alors Zdenka von Petschau-Fantl. Peu de temps après la restauration de la Tchécoslovaquie, il retourne à Prague et inspecte les installations des Studios Barrandov agrandies par l'occupant allemand. Il s'installe à Bad Homburg vor der Höhe et redevient le représentant général de London Film Productions pour l'Europe et les États-Unis. Entre autres choses, il distribue et présente Le Troisième Homme.
Peu de temps avant sa mort, il retourne à Vienne comme il le souhaitait. Il est enterré dans la partie juive du cimetière central de Vienne. Sa dernière épouse, Zdenka Fantl Aussenberg, repose à côté de lui. Le beau-fils de Julius Außenberg est le réalisateur de télévision Thomas Fantl (de). Le beau-petit-fils d'Aussenberg est le producteur et gestionnaire de films et de fonds Jan Fantl (de).

## Filmografie
- 1932 : Deux dans une voiture
- 1934 : Hudba srdci
- 1935 : Hoheit tanzt Walzer